# Исцеление смертью
«Лекарство от смерти» (англ. The Death Cure) — третья книга серии «Бегущий по лабиринту» в жанре молодёжной антиутопии. Роман был издан в 2011 году издательством Random House Children’s Books. По первой, второй и третьей книге серии компанией Fox сняты фильмы.

## Персонажи
- Томас — главный герой книги. Одна из наиболее значимых фигур в игре ПОРОКа. В прошлом разработчик Лабиринта, вместе с Терезой, Эрисом и Рэйчел.
- Минхо — друг Томаса. Куратор Бегунов.
- Ньют — друг Томаса. Бывший бегун. Брат Сони.
- Тереза — единственная девушка в группе «А». Подруга Томаса, способная общаться с ним телепатическим путём. В прошлом разработчик Лабиринта.
- Бренда — работница ПОРОКа, присоединившаяся к Глэйдерам.
- Хорхе — работник ПОРОКа, присоединившийся к Глэйдерам.
- Эрис Джонс — единственный юноша в группе «B», способен общаться с Терезой и Томасом телепатическим путём. В прошлом разработчик Лабиринта.
- Дженсон — работник ПОРОКа. Убит Томасом.
- Галли — глейдер из первой части.

## Другие книги в серии
- Бегущий по лабиринту (2009 год)
- Испытание огнём (2010 год)
- Ордер на убийство (приквел) (2012 год)
- Код Лихорадки (приквел) (2016 год)

## Критика
Критика «Лекарства от смерти» была неоднозначной. Common Sense Media поставил книге три звезды из пяти, отметив, что жёсткость книги помешала ей стать более запоминающейся, чем они хотели. The Deseret News также прокомментировали мрачный характер книги, но похвалили её как «одновременно убедительную и удовлетворительную». Horn Book Guide и Kirkus Reviews дали положительные отзывы, в Horn Guide Book отметили, что книга выводит к «размышлению».